# EPrix Sanya
ePrix Sanya (anglicky: Sanya ePrix) je jedním ze závodů šampionátu vozů Formule E, pořádané Mezinárodní automobilovou federací. Místem konání je město San-ja, v provincii Chaj-nan v Číně. Je druhým místem konání závodů Formule E na čínském území, závody v předchozích sezónách se jezdily v Pekingu.

## Vítězové ePrix Sanya

### Vítězové v jednotlivých letech
| Rok  | Jezdec           | Konstruktér | Trať                | Výsledky |
| ---- | ---------------- | ----------- | ------------------- | -------- |
| 2019 | Jean-Éric Vergne | Techeetah   | Haitang Bay Circuit | Výsledky |